# حوشن
حوشن (عبری: חֹשֶׁן) صفحه مقدسی بود که بر روی سینه کاهن اعظم در معبد سلیمان قرار می‌گرفت. گاهی این صفحه به عنوان صفحه قضاوت مورد اشاره قرار می‌گیرد زیرا آوریم و تومیم در آن قرار گرفته بودند.

## در تورات
بر اساس نوشته کتاب خروج در تورات حوشن به وسیله شانه بند به افود متصل شده بود. بر اساس نوشته کتاب خروج جنس حوشن نیز از جنس کتان بود. درون آن سنگهای قیمتی قرار داشتند که نام هر یک از قبایل اسراییل بر روی یکی از آنها حک شده بود.

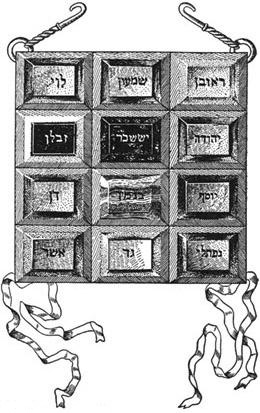
حوشن.

## لیست سنگها
- ردیف اول: اودم، پیتدا، برکات
- ردیف دوم: نوفخ، سپیر، یاهالوم
- ردیف سوم: لشم، شبو، احلما
- ردیف چهارم: تارشیش، شوهام، یشفه